# Roberts Islet
Roberts Islet är en ö i Australien. Den ligger i delstaten Queensland, omkring 2 200 kilometer nordväst om delstatshuvudstaden Brisbane. Arean är 0,35 kvadratkilometer. Den sträcker sig 0,6 kilometer i nord-sydlig riktning, och 1,6 kilometer i öst-västlig riktning.
Savannklimat råder i trakten. Genomsnittlig årsnederbörd är 1 578 millimeter. Den regnigaste månaden är januari, med i genomsnitt 433 mm nederbörd, och den torraste är augusti, med 10 mm nederbörd.